# Gary LeRoi Gray
Gary LeRoi Gray (Chicago, 12 de fevereiro de 1987) é um ator e dublador norte-americano, que já apareceu em filmes, televisão e animação.

## Vida e carreira
Gary LeRoi Gray nasceu em 12 de fevereiro de 1987, em Chicago, Illinois. Ele é mais conhecido por seu papel de infância como Nelson Tibideaux, filho de Sondra Huxtable Tibideaux e Elvin Tibideaux no seriado da NBC, The Cosby Show. Ele apareceu na série durante sua oitava e última temporada (1991–1992). Ele também é conhecido por seu papel como Nelson Minkler na sitcom, Even Stevens da Disney Channel, e como a voz de A.J. em The Fairly OddParents.
As vozes de Gray incluem Charley em Clifford the Big Red Dog, A.J. em The Fairly OddParents (substituindo Ibrahim Haneef Muhammad nesse papel), Sam "The Squid" Dullard em Rocket Power e Mitch em Whatever Happened to Robot Jones?. Papéis recorrentes de ação ao vivo incluem Nelson Tibideaux em The Cosby Show, Nelson Minkler em Even Stevens e Bobby the Inquisitive Boy em The Weird Al Show.
E um dos seus projetos é um filme independente chamado Noah's Arc: Jumping the Broom, no qual interpreta a personagem Brandon de 19 anos de idade, sendo que o filme estreou nos Estados Unidos no dia 24 de outubro de 2008.

## Filmografia
| Ano  | Título                                               | Título em português do Brasil            | Papel           | Notas           |
| ---- | ---------------------------------------------------- | ---------------------------------------- | --------------- | --------------- |
| 1997 | Crayola Kids Adventures: Tales of Gulliver's Travels |                                          | Bob/Bogo        |                 |
| 1998 | Slappy and the Stinkers                              |                                          | Domino          |                 |
| 2001 | Betaville                                            |                                          | Kirby (jovem)   |                 |
| 2001 | Focus                                                |                                          | Marcus          |                 |
| 2004 | Salvation                                            |                                          | Langston Hughes | Curta-metragem  |
| 2006 | Bring It On: All or Nothing                          |                                          | Tyson           |                 |
| 2008 | Noah's Arc: Jumping the Broom                        |                                          | Brandon         |                 |
| 2014 | Blackbird                                            |                                          | Efrem           |                 |
| 2015 | Retrospect                                           |                                          | Jamal           | Curta-metragem  |
| 2016 | Vigilante Diaries                                    |                                          | Bass            |                 |
| 2021 | Batman: The Long Halloween, Part One                 | Batman: O Longo Dia das Bruxas – Parte 1 | Pearce (voz)    | Direct-to-video |

### Televisão
| Ano       | Título                                           | Título em português do Brasil | Papel                           | Notas                             |
| --------- | ------------------------------------------------ | ----------------------------- | ------------------------------- | --------------------------------- |
| 1991–1992 | The Cosby Show                                   |                               | Nelson Tibideaux                | 7 episódios                       |
| 1992      | The Fresh Prince of Bel-Air                      |                               | Jovem Carlton                   | 1 episódio                        |
| 1993–1994 | Living Single                                    |                               | Kevon                           | 2 episódios                       |
| 1993–1995 | Family Matters                                   |                               | Little G                        | 3 episódios                       |
| 1995–1996 | Guideposts Junction                              |                               | Ele mesmo                       | Em episódios da série             |
| 1996      | ER                                               |                               | Mummy Boy                       | 1 episódio                        |
| 1996      | High Incident                                    |                               | Joey                            | 1 episódio                        |
| 1997      | The Weird Al Show                                |                               | Bobby/Bobby the Inquisitive Boy | 7 episódios                       |
| 1998–2001 | 7th Heaven                                       |                               | Clarence Fields                 | 2 episódios                       |
| 1998      | The Tiger Woods Story                            |                               | Tiger Woods (com idade 9-13)    | Filme de televisão                |
| 1999      | Party of Five                                    |                               | Michael                         | 1 episódio                        |
| 2000–2002 | Rocket Power                                     |                               | Sam "Squid" Dullard (voz)       | Elenco principal (temporadas 2–3) |
| 2000–2003 | Clifford the Big Red Dog                         |                               | Charley (voz)                   | Papel de apoio                    |
| 2001–2017 | The Fairly OddParents                            | Os Padrinhos Mágicos          | A.J. / outros (voz)             | Papel de apoio                    |
| 2001–2002 | Even Stevens                                     |                               | Nelson Minkler                  | Papel recorrente                  |
| 2001      | Samurai Jack                                     |                               | Uma Criança / Porco #2 (vozes)  | 1 episódio                        |
| 2002–2003 | Whatever Happened to... Robot Jones?             |                               | Mitch (voz)                     | Elenco principal                  |
| 2002      | Rocket Power: Race Across New Zealand            |                               | Sam "Squid" Dullard (voz)       | Filme de televisão                |
| 2003      | Abra-Catastrophe!                                |                               | A.J. (voz)                      | Filme de televisão                |
| 2004      | The Jimmy Timmy Power Hour                       |                               | A.J. (voz)                      | Filme de televisão                |
| 2004      | The Fairly OddParents in: Channel Chasers        |                               | A.J. (voz)                      | Filme de televisão                |
| 2004      | The Fairly OddParents in Fairy Idol              |                               | A.J. (voz)                      | Filme de televisão                |
| 2004      | Fillmore!                                        |                               | Nick Baker (voz)                | 1 episódio                        |
| 2005      | Schools Out!: The Musical                        |                               | A.J. (voz)                      | Filme de televisão                |
| 2006      | The Jimmy Timmy Power Hour 2: When Nerds Collide |                               | A.J. (voz)                      | Filme de televisão                |
| 2006      | The Jimmy Timmy Power Hour 3: The Jerkinators!   |                               | A.J. (voz)                      | Filme de televisão                |
| 2008      | House, M.D.                                      |                               | Refrão #4                       | 1 episódio                        |
| 2009      | Wishology                                        |                               | A.J. (voz)                      | Filme de televisão                |
| 2011      | CSI: Miami                                       |                               | Perry Carmichael                | 1 episódio                        |
| 2014      | Taylor'd Problems                                |                               | Kev                             | 1 episódio                        |
| 2024      | The Fairly OddParents: A New Wish                |                               | A.J. (voz)                      | 1 episódio                        |

### Videogames
| Ano  | Título                                   | Papel                                 | Notas |
| ---- | ---------------------------------------- | ------------------------------------- | ----- |
| 2002 | Rocket Power: Beach Bandits              | Sam "Squid" Dullard (voz)             |       |
| 2003 | The Fairly OddParents: Breakin' da Rules | A.J.                                  |       |
| 2016 | Fallout 4: Far Harbor                    | Dr. Teddy Wright, Brother Kane, Dejen |       |